# Resident Evil: The Mercenaries 3D
Resident Evil: The Mercenaries 3D est un jeu vidéo développé et édité par Capcom. Il est disponible sur Nintendo 3DS. Le jeu prend comme principe le mode « Mercenaire » des jeux de la saga Resident Evil.

## Système de jeu
Ce jeu dérivé de la saga propose de jouer une partie d'environ 12 minutes dans laquelle le joueur doit abattre un maximum d'ennemis.
Le jeu se joue en multijoueur en ligne ou en solo. Une version démo de Resident Evil: Revelations est incluse.

## Personnages et armes
- Chris Redfield : M92F (Pistolet), M37 (Fusil à pompe) et un S75 (Fusil)
- Jill Valentine : SG 556 (Mitrailleuse), Couteau et un M3 (Fusil à pompe)
- Claire Redfield : Matilda (Pistolet), Lance-grenades (électrique) et un PSG-1 (Fusil)
- Albert Wesker : Samurai Edge (Pistolet), L.Hawk (Magnum) et un Hydra (Fusil à pompe)
- Hunk : P8 (Pistolet), Lance-grenades (aveuglant) et un AK-74 (Mitrailleuse)
- Rebecca Chambers : MP5 (Mitrailleuse), Lance-grenades (explosif) et un Fusil
- Jack Krauser : Arc, Couteau et un Lance-roquettes
- Barry Burton : Samurai Edge (Pistolet), M500 (Magnum) et un Dragunov (Fusil)

## Ennemis
Le jeu propose des ennemis issus de Resident Evil 4 et Resident Evil 5 :
- De Resident Evil 4:
  - Ganado (Fanatiques) : 400 pts
  - Garrador : 10000 pts
  - Super Salvador : 15000 pts

- De Resident Evil 5:
  - Majini (Villageois) : 300 pts
  - Majini (Soldats) : 400 pts
  - Grand Majini : 1000 pts
  - Poulet : 2000 pts
  - Cephalo : 800 pts
  - Duvalia : 900 pts
  - Bui Kichwa : 400 pts
  - Executioner Majini : 5000 pts
  - Executioner Majini rouge : 15000 pts
  - Majini à la Tronçonneuse : 10000 pts
  - Majini à la Gatling : 10000 pts
  - Popokarimu : 35000 pts

## Niveaux
- De Resident Evil 4:
  - Village
  - Château
  - Île

- De Resident Evil 5:
  - L'Assemblée
  - Mines
  - Missiles
  - Cargo
  - Prison

## Missions
Les missions sont réparties dans 4 niveaux de difficulté. Ainsi, les niveaux 1, 2 et 3 sont en mode Amateur ; le niveau 4 est en mode Normal ; le niveau 5 est en mode Vétéran et le niveau EX est en mode Professionnel.
Niveau 1
- Mission 1-1 : Apprendre à marcher (L'Assemblée)
- Mission 1-2 : Tirer sur les barils (L'Assemblée-Nuit)
- Mission 1-3 : Tuer les 5 villageois (L'Assemblée)

Niveau 2
- Mission 2-1 : Tuer les 15 villageois (L'Assemblée-Nuit)
- Mission 2-2 : Tuer les 20 villageois (L'Assemblée)
- Mission 2-3 : Tuer 25 villageois (Cargo)

Niveau 3
- Mission 3-1 : Tuer les 15 villageois (Missiles)
- Mission 3-2 : Tuer les 10 villageois (Mines)
- Mission 3-3 : Tuer 20 villageois (Mines)
- Mission 3-4 : Tuer les 100 ennemis : villageois, Grands Majinis (L'Assemblée-Nuit)
- Mission 3-5 : Tuer le Popokarimu (Île-Nuit)

Niveau 4
- Mission 4-1 : Tuer les 150 ennemis : 147 fanatiques, 3 Garradors (Village)
- Mission 4-2 : Tuer les 150 ennemis : 143 villageois, 7 Grands Majinis (Missiles)
- Mission 4-3 : Tuer les 150 ennemis : 127 soldats, 20 Bui Kichwa, 3 Majinis à la Gatling (Île)
- Mission 4-4 : Tuer les 150 ennemis : 142 villageois, 5 Grands Majinis, 3 Majinis à la Tronçonneuse (L'Assemblée)
- Mission 4-5 : Tuer les 200 ennemis : (Cargo)
- Vague 1 : villageois
- Vague 2 : villageois, fanatiques
- Vague 3 : fanatiques, soldats
- Vague 4 : villageois, fanatiques, soldats
- Vague 5 : villageois, 2 Majinis à la Tronçonneuse
- Vague 6 : soldats
- Vague 7 : villageois, 3 Grands Majinis
- Vague 8 : fanatiques, 3 Grands Majinis
- Vague 9 : fanatiques, soldats, 4 Grands Majinis
- Vague 10 : soldats, 2 Grands Majinis, 2 Majinis à la Gatling
- Vague 11 : villageois, 1 Majini à la Tronçonneuse
- Vague 12 : soldats, 2 Majinis à la Tronçonneuse
- Vague 13 : fanatiques, 2 Majinis à la Tronçonneuse
- Vague 14 : villageois, 1 Majini à la Tronçonneuse, 1 Majini à la Gatling
- Vague 15 : soldats, 1 Majini à la Gatling, 2 Garradors

Niveau 5
- Mission 5-1 : Tuer les 150 ennemis : 141 fanatiques, 1 poulet, 8 Executionners Majinis (Château-Nuit)
- Mission 5-2 : Tuer les 150 ennemis : 124 villageois, 20 Bui Kichwa, 1 poulet, 5 Supers Salvadors (Mines)
- Mission 5-3 : Tuer les 150 ennemis : 144 soldats, 1 poulet, 5 Garradors (Cargo)
- Mission 5-4 : Tuer les 150 ennemis : 144 soldats, 1 poulet, 5 Executionners Majinis (Prison)
- Mission 5-5 : Tuer le Popokarimu (Île-Nuit)

Niveau EX
- Mission EX-1 : Tuer les 150 ennemis : 139 fanatiques, 1 poulet, 5 Garradors, 5 Supers Salvadors (Village-Nuit)
- Mission EX-2 : Tuer les 150 ennemis : 141 soldats, 1 poulet, 3 Majinis à la Tronçonneuse, 5 Majinis à la Gatling (Mines)
- Mission EX-3 : Tuer les 150 ennemis : 129 soldats, 1 poulet, 15 Grands Majinis, 5 Supers Salvadors (Cargo)
- Mission EX-4 : Tuer les 150 ennemis : 137 soldats, 1 poulet, 7 Garradors, 5 Executionners Majinis rouges (Château)
- Mission EX-5 : Tuer les 150 ennemis : 138 fanatiques, 1 poulet, 5 Executionners Majinis, 6 Executionners Majinis rouges (L'Assemblée-Nuit)
- Mission EX-6 : Tuer les 150 ennemis : 139 soldats, 1 poulet, 10 Majinis à la Gatling (Île-Nuit)
- Mission EX-7 : Tuer les 150 ennemis : 139 fanatiques, 1 poulet, 5 Majinis à la Tronçonneuse, 5 Supers Salvadors (Missiles)
- Mission EX-8 : Tuer les 150 ennemis : 139 soldats, 1 poulet, 5 Majinis à la Tronçonneuse, 5 Executionners Majinis rouges (Prison)
- Mission EX-9 : Tuer les 200 ennemis : (Île)
- Vague 1 : villageois
- Vague 2 : soldats
- Vague 3 : fanatiques
- Vague 4 : villageois, Bui Kichwa
- Vague 5 : soldats, 3 Majinis à la Tronçonneuse
- Vague 6 : villageois, 6 Grands Majinis
- Vague 7 : villageois, 1 Executionner Majini
- Vague 8 : soldats, 1 Majini à la Tronçonneuse
- Vague 9 : fanatiques
- Vague 10 : villageois, 3 Garradors
- Vague 11 : soldats, 2 Executionners Majinis, 1 Executionner Majini rouge
- Vague 12 : fanatiques, 4 Majinis à la Tronçonneuse
- Vague 13 : fanatiques, 1 Majini à la Gatling, 2 Executionners Majinis
- Vague 14 : villageois, 1 Majini à la Gatling, 2 Executionners Majinis rouges
- Vague 15 : soldats, 2 Supers Salvadors

Le score détermine le rang obtenu, allant de D (le pire) à SS (le meilleur).

## Accueil

### Critiques
Le jeu a reçu les plus mauvaises critiques que la saga ait pu connaitre. Le titre étant jugé comme trop peu jouable et très vite ennuyeux il n'a même pas eu la moyenne malgré de très bons graphismes et une 3D convaincante[réf. nécessaire].
De plus, en étant sorti uniquement sur 3DS et en ayant été interdit aux moins de 18 ans, le jeu s'est très peu vendu[réf. nécessaire].